# Józef Elsner
Józef Antoni Franciszek Elsner (Grodków perto de Wrocław, 1 de Junho de 1769 — 18 de Abril de 1854, Elsnerów) foi um professor e compositor de música polaco. Compôs diversas óperas e foi professor de Frédéric Chopin.